# علي مدن
علي مدن (ولد في 30 نوفمبر 1995) لاعب كرة قدم بحريني يلعب حاليا لصالح نادي الرفاع في خط الوسط.

## روابط خارجية
- علي مدن على موقع إي إس بي إن إف سي (الإنجليزية)
- علي مدن على موقع قاعدة بيانات كرة القدم.إي يو (الإنجليزية)
- علي مدن على موقع ناشيونال فوتبول تيمز (الإنجليزية)
- علي مدن على موقع Soccerway.com (الإنجليزية)
- علي مدن على موقع عالم كرة القدم.نت (الإنجليزية)
- علي مدن على موقع كووورة